# Damjanovics Vazul (városbíró)
Idősebb Damjanovics Vazul, Vasilije Damjanović (1734 – 1792) városbíró.

## Élete
Zombori, bács megyei származású. 1747 és 1753 között a pozsonyi líceumban tanult, ahol Christian Peschek volt a matematikatanára. Beutazta Európát és Velencében folytatta tanulmányait.
Zomborban előbb tanácsos, később városbíró volt. 1775-ben már nyugalomban élt és utolsó éveiben az ortodox vallást elhagyta s a katolikus hitre tért. Tudományokkal foglalkozott és több nyelvet tudott. Ő írta az első szerb nyelvű számtankönyvet.

## Munkája
- Novaja Szerbszkaya aritmetica. Velencze 1767. (Uj szerb számtan.)